# Luigi Arialdo Radicati di Brozolo

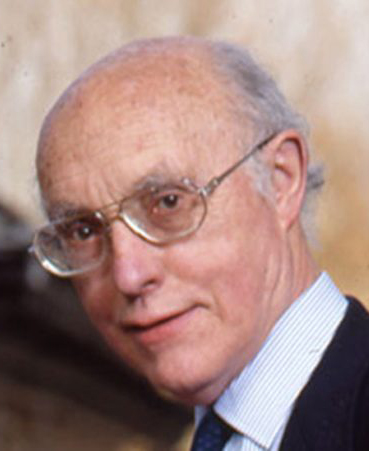
Luigi Radicati

Luigi Arialdo Radicati di Brozolo (* 12. Oktober 1919 in Mailand; † 23. August 2019 in Pisa; meist als Luigi Radicati zitiert) war ein italienischer Physiker.
Radicati di Brozolo studierte Physik an der Universität Turin mit dem Laurea-Abschluss 1943 bei Enrico Persico. Danach war er Assistent am Polytechnikum in Turin und 1951 bis 1953 bei Rudolf Peierls in Birmingham. Er war nach Gewinn eines Wettbewerbs ab 1953 Professor für theoretische Physik in Neapel und ab 1955 Professor an der Universität Pisa. 1962 wechselte er an die Scuola Normale Superiore in Pisa. 1961 bis 1964 war er dort stellvertretender Direktor und 1987 bis 1991 Direktor. 1994 wurde er emeritiert.
1959 bis 1961 war er am Institute for Advanced Study, 1970 Gastprofessor an der Columbia University und 1971 Foreign Fellow an der Universität Oxford (All Souls College).  Er war 1973 Gastprofessor am IHES (und in deren wissenschaftlichem Rat), an der University of Michigan und 1978 an der University of Texas at Austin, 1964 Gastwissenschaftler am Brookhaven National Laboratory und 1976/77 am CERN.
Er befasste sich mit Elementarteilchenphysik und der Rolle verschiedener Liegruppen darin (SU (4), SU (3), SU (6), SU (3) x SU (3), zugehörige Stromalgebren und Summenregeln und Vorhersagen zum Beispiel magnetischer Momente), Quantenfeldtheorie, Kernphysik (Auswahlregeln bei elektrischen Dipolübergängen) und später Symmetriebrüche bei Gleichgewichtsfiguren in der Astrophysik und Detektion von Gravitationswellen. Radicati arbeitete unter anderem mit Bruno Touschek, Nicola Cabibbo, Emilio Picasso, Abraham Pais Jun John Sakurai, Feza Gürsey, Mirza Abdul Baqi Bég und Louis Michel. Mit Gürsey schlug er 1964 eine Theorie der Hadronen mit SU (6) Symmetrie  im Quarkmodell (Erweiterung um den Spin) vor und in den 1970er Jahren mit Louis Michel mit der Oktett-Darstellung von SU(3) mit Anwendungen auf Quarks.
Ab 1982 war er in der Accademia dei Lincei und er war in der Accademia dei XL, Mitglied der Akademie der Wissenschaften in Neapel und im Istituto Lombardo. 1989 wurde er ordentliches Mitglied der Academia Europaea. 1966 erhielt er den Feltrinelli-Preis für Physik. Er wurde 2004 Cavaliere di Gran Croce der Republik Italien und war Ritter der Ehrenlegion.
Sein Sohn Luca ist Juraprofessor in Mailand.